# Papa Sergiu al IV-lea
Papa Sergiu al IV-lea (n. 970 d.Hr., Roma, Statele Papale – d. 12 mai 1012, Roma, Statele Papale) a fost un papă al Romei (din 31 iulie 1009 până la decesul său). Numele său înseamnă: servitorul din casa sergiilor (lat.).
Înainte de a deveni papă numele lui era Pietro. Așa s-a numit și tatăl lui care era cizmar. Se spune că Sergiu îm timpul tinereții lui ar fi purtat porecla "Bucca Porci (adică botul porcului)". Cu acea poreclă este menționat și în cronica lui Thietmar de Merseburg.
Între 1004 și 1009  a figurat ca episcop de Albano, de aceea și numele Pietro da Albano. Nu se știe nimic de circumstanțele alegerii lui de papă.
În timpul pontificatului său s-ar fi apărat sub influența oligarhului roman Ioan al II-lea Crescențiu  împotrivă influenței prea mari a regelui roman-german Henric al II-lea la Roma. Și legăturile  juridice între mănăstiri și episcopi ar fi fost stabilite din nou de acest papă. Chiar dacă este considerat azi un pontif relativ slab, a știut sa sprijine poporul simplu în timpul unei foamete. După moartea lui a fost înmormântat la Roma.
Se spune că Sergiu ar fi fost primul papă al Romei care ar fi chemat creștinătatea la izgonirea musulmanilor din Țara Sfântă (cu prilejul distrugerii Bisericii Sfântului Mormânt de la Ierusalim de către califul al-Hakim în oct. 1009). Acea biserică a fost reconstruită abia în 1055. În general istoricii consideră că manifestul cruciadei descoperit în 1682 este un fals fiind întocmit abia în timpul Primei Cruciade la Mănăstirea  Moissac, cu scopul să dea greutate istorică apelului papei Urban al II-lea.